# Vízvári csata
A vízvári csata a Csallóköz területén (valószínűleg Keszegfalvánál) lezajlott ütközet egy magyar és egy török sereg között. Ez a hely nem azonos a dél-dunántúli Vízvárral.
A törökök Forgách Ádám hadainak kelepcébe csalása után még 1663 nyarának végén ostromolni kezdték Érsekújvárt. A vár felmentéséért a bécsi udvar nem sokat tett és az összegyűlt csapatok is javarészt begyakorlatlan nemesi felkelők voltak, aminek élére Zrínyi Miklós horvát bán és Raimondo Montecuccoli generális álltak. Zrínyi Érsekújvár eleste után is zaklatta a török haderőt. Az egyik főseregtől elváló csapatra a Csalló folyó vidékén mért vereséget.